# Масонство во Франции
Масонство во Франции имеет долгую и непростую историю, в которой было большое количество, как слияний масонских послушаний, так и их разделений (расколов). Французское масонство насчитывает около 188 000 масонов и является вторым по численности после английского на европейском континенте.

## Историография

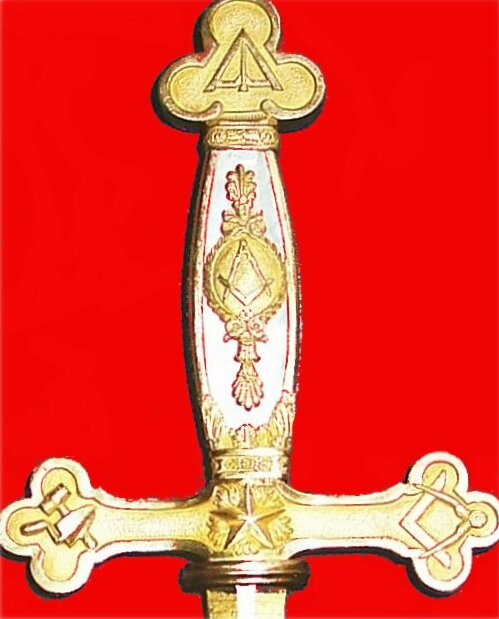
Масонский меч Лафайета

До середины XX века история франкмасонства была исключена из области исследований классической академической истории. В частности, во Франции почти вся масонская историография была разделена между авторами, враждебно настроенными по отношению к масонству и теми, которые относились к нему благосклонно и зачастую сами были масонами.
С тех пор степень политического влияния масонства понизилась, а исторический конфликт с Французской Римской Католической церковью (также сдавшей свои политические позиции) оказался если не решенным, то по крайней мере утих. Такая обстановка была более благоприятной для применения принципов и методов классической эрудиции, и масонская историография смогла развиться и оформиться в самостоятельную дисциплину, «Масонологию», посвященную более широкому и нейтральному исследованию чрезвычайно разнообразной культурной и интеллектуальной вселенной, созданной европейским франкмасонством в общем и французским франкмасонством в частности.
Французское масонство предлагает вниманию историка некоторые документы (рукописи, дипломы, гравюры, карикатуры, журнальные статьи и другие печатные материалы), а также огромное количество предметов, касающихся как ритуальной (масонские запоны, таблички, сосуды для жидкостей, медали), так и повседневной жизни (трубки, часы, табакерки и предметы фаянсового декоративного искусства), которые были представлены на обозрение во множестве музеев и на постоянных выставках. Однако, главным источником в этой области остаются рукописи, находящиеся по большей части в кабинете рукописей Национальной библиотеки Франции, а также в муниципальной библиотеке Лиона. В 2001 году Российское правительство репатриировало (помимо других достояний) все масонские архивы, которые были конфискованы нацистами во время их оккупации Европы, — они хранились в Москве с 1945 года. Документы были переданы французским масонским послушаниям, которые предоставили их для изучения историкам.

## История

#### Истоки

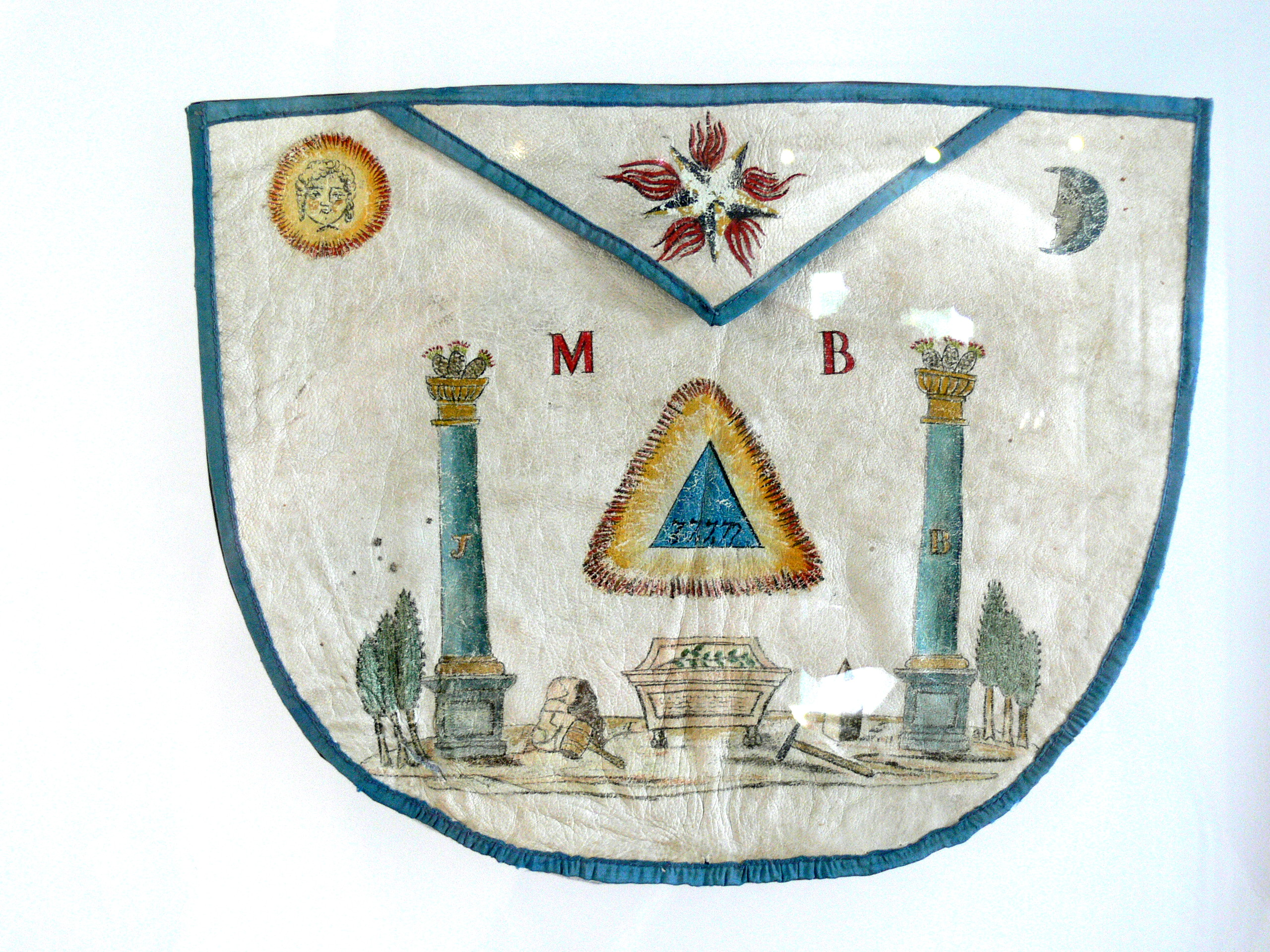
Запон мастера масона ВВФ

Согласно традиции, ведущей своё начало от 1777 года, первая масонская ложа во Франции, под названием «Совершенное равенство», была основана в 1688, в Сен-Жермен-ан-Лэ, Королевским ирландским полком, последовавшим за Джеймсом II в ссылку. По мнению историков, такое стечение обстоятельств вполне вероятным, поскольку в тех местах находилось множество шотландских аристократов, посвященных в вольные каменщики, однако не существует никакой возможности привести решительные тому доказательства. То же можно сказать и о первой ложе английского происхождения, «Дружба и Братство», основанной в 1721 году в Дюнкерне.
Первая ложа, существование которой бесспорно с исторической точки зрения, была основана британцами в Париже «около 1725 года». Она собиралась на постоялом дворе английского трактирщика Барнабе Хьюта на улице Бушери, «в манере английских обществ», и состояла главным образом из ирландцев и сосланных якобитов. Вполне вероятно, что именно эта ложа в 1732 году получила официальные патенты от Великой ложи Лондона под отличительным титулом «Святой Томас № 1», и собиралась под вывеской «Серебряный луидор», на той же улице Бушери.
В 1728 году франкмасоны приняли решение о признании Филиппа Уортона великим мастером масонов Франции. Уортон (1698—1731), который ранее уже был великим мастером Великой ложи Лондона, находился в Париже и Лионе с 1728 по 1729. Его провозглашение великим мастером масонов Франции перед преобразованием «Великой ложи Лондона» в «Великую ложу Англии» в 1738 году, рассматривается некоторыми историками, как первая попытка обретения суверенитета французского масонства от британского. На посту великого мастера его сменил якобит Джеймс Гектор Маклин (1703—1750), а после — Чарльз Рэдклифф, граф Дервенвотера (1693—1746).
Если существование великого мастера было засвидетельствовано уже в 1728 году, то около десяти лет ушло на объединение представителей всех «английских» и «шотландских» лож в первую Великую ложу Франции, которое произошло 24 июня 1738 года, где Луи де Пардайона де Гондрина, второй герцог Антинский, был провозглашён «главным и бессрочным великим мастером в королевстве Франции». Назначение герцога Антинского, принца крови, на эту должность стало причиной наблюдения полиции за «тайным обществом», а его влиятельность, вероятно, привела к тому, что король Людовик XV забыл зарегистрировать в Парламенте буллу папы Климента XII, содержащую обвинения в сторону франкмасонства.

#### 1730-е

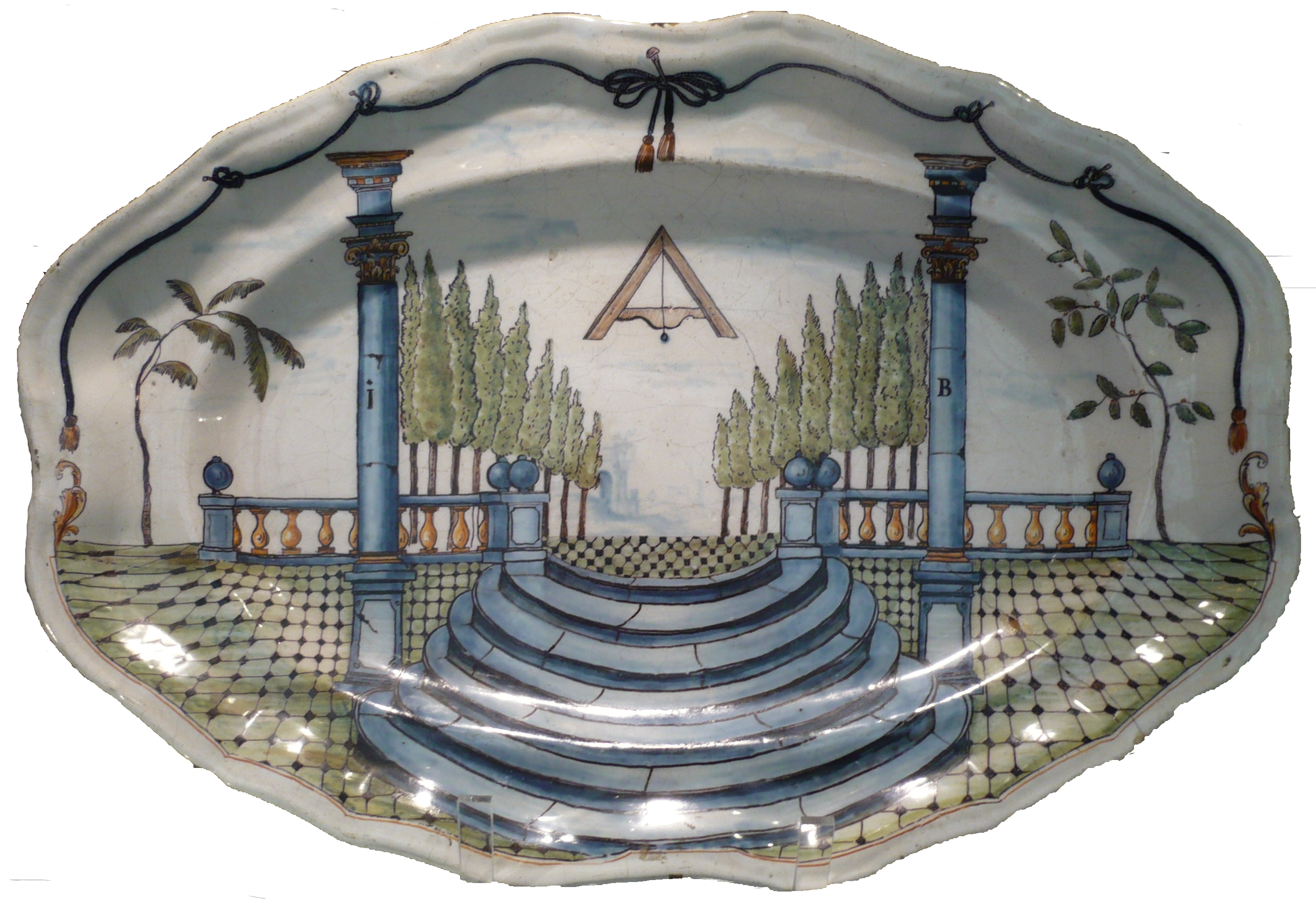
Масонское блюдо, XVIII век

В декабре 1736 года шевалье Рэмзи выступил с речью, в которой развивалась идея о рыцарском происхождении франкмасонства. Данная идея позже оказала определённое влияние на дальнейшее основание во французском франкмасонстве с 1740 по 1770 обширного числа масонских дополнительных степеней, которые впоследствии были распределены среди различных масонских уставов.
Первое раскрытие масонских тайн французской публике произошло в 1737 году. В следующем году оно было опубликовано в издании «Голландская газета», под заголовком «Принятие франкмасона», и было основано на расследовании Рене Эро, лейтенанта полиции, а также на свидетельских показаниях девицы Картон, оперной танцовщицы, которой масон и раскрыл тайны. Полиция той эпохи обращала внимание королевской власти на опасности, которые сулит абсолютной монархии подобное «общество, допускающее в свои ряды людей из любых Государств, всех сословий, любого положения в обществе, вероисповедания, и в котором состоит немалое число иностранцев». По этой причине был введен запрет для «всех трактирщиков, содержателей кабаков и постоялых дворов, а также иных лиц принимать у себя вышеупомянутые собрания франкмасонов». Однако, это не воспрепятствовало собраниям, находящимся под покровительством весьма именитых персон, таких как герцог Антинский. Другие расследования, проводимые в период с 1740 по 1745 годы, которые перерастали в крайне детализированные полицейские отчеты, ныне представляющие собой ценнейший источник для историков масонства. Эти расследования также сопровождались арестами и мягкими приговорами, до тех пор, пока масонство окончательно не стало частью жизни французского общества и вынесение судебных приговоров со стороны монархии прекратилось до конца XVIII века.
1738 год ознаменовался осуждением масонства в папской булле «In eminenti apostolatus specula» Папы Климента XII. Она послужила сигналом для волны антимасонских преследований во всех европейских странах, более лояльных к Римской епархии, но не во Франции, где булле было отказано в регистрации со стороны парижского парламента по политическим мотивам (чтобы вступить в силу во Франции, булла должна была пройти регистрацию в парламенте). Таким образом, французское франкмасонство по своему составу очень быстро стало католическим, включая несколько священников, и оставалось таковым вплоть до Великой французской революции.

#### с 1740 по 1788

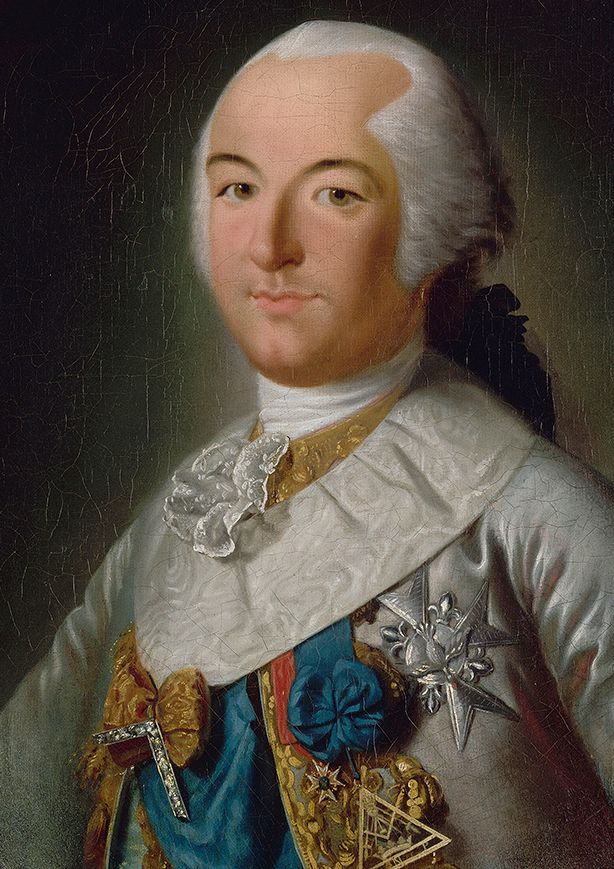
Филипп Орлеанский — великий мастер Великого востока Франции

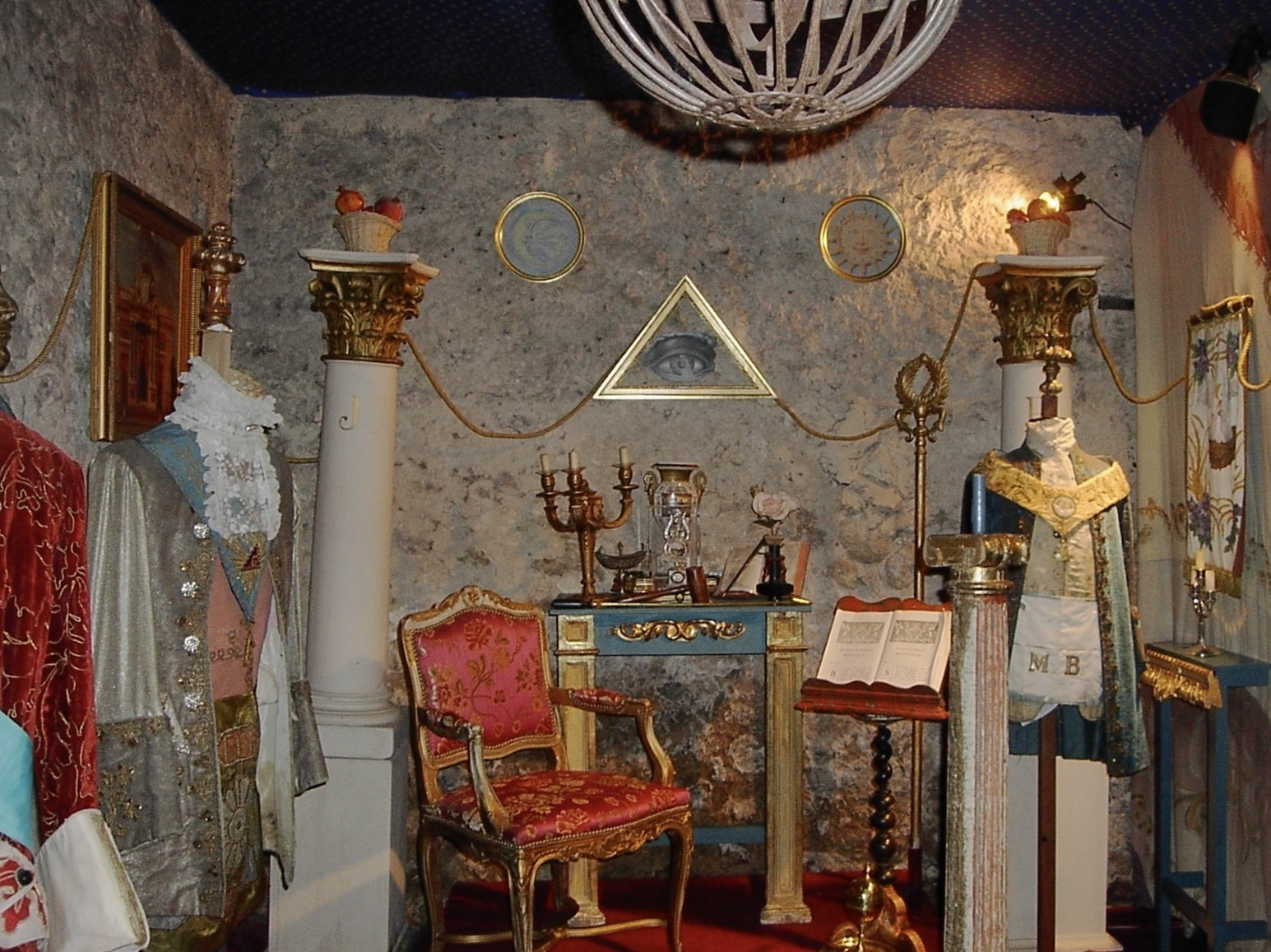
Декор масонской ложи 18 века в Замке Монженан

В 1740-х, среди высшей аристократии, возникла самобытная форма франкмасонства, принимающая в свои члены мужчин и женщин, и известная под названием «адоптивное масонство». Оно довольно широко распространилось в провинциях и его великим мастером стала герцогиня Бурбон-Конде, сестра герцога Шартрского.
В 1743 году, после смерти герцога Антинского, Луи де Бурбон-Конде (1709—1771), граф Клермонтский, принц крови и будущий член французской академии, стал его преемником на посту «великого мастера регулярных лож во Франции». Он пребывал на этой должности до момента своей кончины в 1771 году.
Приблизительно к 1744 году существовало около 20 масонских лож в Париже и столько же в провинциях. Провинциальные ложи в большинстве своей были учреждены масонами, уезжавшими из Парижа по делам, в основном это были военные ложи, которые основывались в тех местах, где останавливались полки: когда они покидали свои зимние квартиры, в поселении оставался зачаток новой гражданской ложи. К этой эпохе относятся многие масонские выражения военного происхождения, которые по сей день встречаются на масонских торжественных банкетах. К ним относятся знаменитые «canon» (фр. «пушка», в значении «бокал») и «poudre forte» (фр. «сильный порох», применительно к вину).
В 1771 Луи-Филипп II (герцог Орлеанский) (1747—1793) сменил на посту великого мастера графа Клермонтского. Под его управлением и при поддержке провинциальных лож, стремившихся освободиться от гегемонии парижских лож, Великая ложа Франции была реорганизована, и в 1773 году сменила своё название на Великий восток Франции, насчитывавший около 600 лож. Лишь некоторые досточтимые мастера, главным образом пребывающие в Париже, не пожелали отказываться от звания пожизненных председателей своих лож и, в качестве противостояния реформе, сформировали «Великую ложу Клермонта», которая просуществовала до мая 1799 года.

### С 1789 по 1815

#### Революция

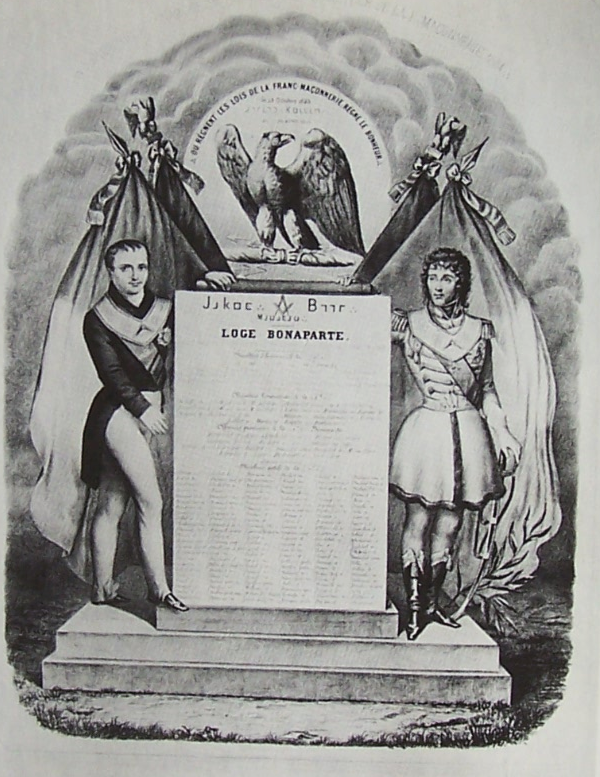
Табель ложи «Бонапарта», 1810

После Французской революции иезуит Огюстен Баррюэль написал о том, что франкмасоны активно участвовали в подготовке революции 1789 года, что поспособствовало распространению теории Масонского заговора. Данный тезис часто повторялся и позже, особенно во времена Третьей Французской Республики, католическими авторами (которые использовали его для противостояния одновременно и республике, и франкмасонству), а также франкмасонами (для укрепления их про-республиканской позиции и своего положительного образа в глазах республиканского правительства).
На самом деле, были франкмасоны, причастные как к лагерю республиканцев, так и к лагерю монархистов. Герцог Люксембургский, правая рука великого мастера и инициатор создания Великого востока Франции, в июле 1789 эмигрировал в другую страну, и аристократическая ложа, известная под названием «Согласие», исчезла из Дижона уже в августе 1789. Взяв себе имя «Филипп Эгалите» (Филипп-Равенство), великий мастер Великого востока публично отрёкся от масонства в 1793 году, незадолго до своей кончины на эшафоте. Но и при том обстоятельстве, что в январе 1789 года ВВФ заявил о своей поддержке демократической форме правительства, он был вынужден прервать свою деятельность во время террора в период с 1793 по 1796. Из приблизительно 1000 лож, бывших активными на момент начала революции, только 75 оказались способными возобновить свои работы в 1800 году.
Из-за активного функционирования в предреволюционные годы, данные ложи приобрели определённую независимость от государства и церкви, что, вероятно, привело к появлению новых устремлений. Среди активных масонов революционного периода можно назвать Мирабо, Кутона, Лафайета, Ля Руэри, Шодерло де Лакло и Руже де Лиль, написавшего государственный гимн «Марсельеза».
Во время французской «египтомании», последовавшей за египетским походом Наполеона в Египет в 1799 году, около 1810 года среди французских групп в Италии и во Франции появился «Египетский устав Мицраима» и египетское масонство. Активное развитие и распространение устав получил во Франции к 1814 году. Наполнение Египетского устава Мицраима представляло собой синтез устава филадельфов Нарбонна, Египетского устава Калиостро, устава магов Мемфиса, Устава архитекторов Африки, алхимической системы Arcanum Arcanorum Шотландского устава, устава Мартинизма маркиза Луи Клода де Сен-Мартена и мистического Тамплиеризма. Устав был запрещён в 1817 году после инцидента с четырьмя сержантами из Ла-Рошели и процесса над карбонариями. Ложи стали местом встреч для врагов существующего политического режима, что привело к временному упадку устава.

#### Первая империя

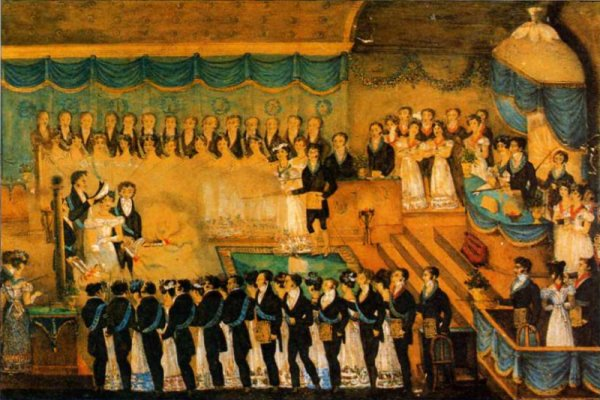
Принятие женщины в Адоптивную ложу

Референдум от 6 ноября 1804 узаконил Первую французскую империю Наполеона I. В последующие дни масоны узнали, что их Брат Жозеф Бонапарт был назван великим мастером Великого востока Франции, а его исполнительная власть была передана в руки Жан-Жака-Режи де Камбасерса. По одной из легенд, сам Наполеон был масоном, но мнение, высказанное им на острове Святой Елены свидетельствует об обратном:
«[Франкмасонство — это] множество ненормальных, собирающихся ради хорошего застолья и совершения некоторых нелепых глупостей. Однако, время от времени они совершали и полезные поступки».
Во время Первой империи Великий восток Франции находился под строгим контролем политических властей, и постепенно достиг объединения под своей эгидой практически всего французского масонства (которое было заново развито, и в скорейшем времени достигло численности 1200 лож, главным образом военных). Но в 1804 Александр де Грасс (1765—1845) переехал во Францию с Антильских островов, с полномочиями, переданными ему от Верховного совета южной юрисдикции. Он создал Верховный совет Франции, и оказал содействие при создании «Главной шотландской великой ложи Франции» под протекцией Келлермана. Государственная централизация потребовала позже слияния этих двух учреждений, что и произошло несколько лет спустя.

### С 1815 по 1850

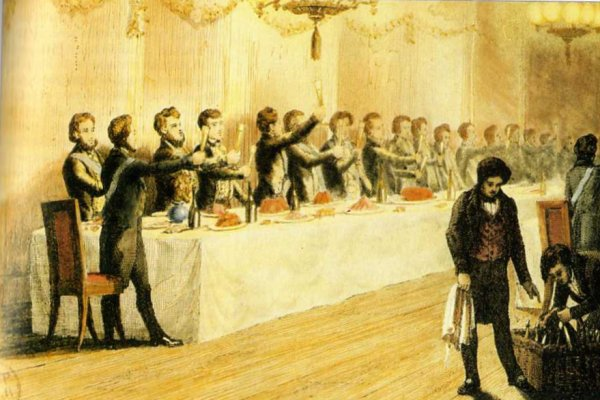
Застольная ложа (около 1840)

В 1814 году, в начале периода восстановления власти Бурбонов, Александр де Грасс повторно вызвал конфликт между Великим востоком Франции (стремящимся стать объединяющим центром всего французского франкмасонства) и Верховным советом Франции (ревностно охраняющим независимость ДПШУ), который продлился до конца столетия. Падение Первой империи в следующем году приведет к чрезвычайному ослаблению французского франкмасонства, которое являлось одним из ключевых столпов империи, и, к 1820 году, количество лож снизилось приблизительно до 300.
На протяжении всего XIX столетия французское франкмасонство понемногу становилось все более демократичным и политизированным, — несколько масонов входили в число революционеров Июльской революции и, за исключением Ламартина и Ледрю-Роллена, все члены временного правительства 1848 года также являлись вольными каменщиками. Ложи становились все более и более антиклерикальными, поскольку католики покинули их вслед за повторным введением папских отлучений от церкви (вошедших в силу во Франции через конкордат Наполеона от 1801 года).

### Вторая Империя
В 1851 году Наполеон III положил конец Второй Французской республике и учредил Вторую французскую империю. Так же, как ранее его дядя, он предоставил французскому масонству свою протекцию. Он потребовал от великого востока назначить на должность великого мастера принца Мюрата что и было сделано. Однако великий восток не желал, чтобы Мюрат был его представителем и в 1862 году добился этого. Наполеон III решил сам назначить нового великого мастера — им стал маршал Магнан, который ещё не был масоном, и потому, чтобы занять свой пост, должен был пройти через все степени Шотландского устава в ускоренной последовательности. В имперском декрете не было упомянуто о другом французском масонском уставе, и таким образом «Шотландский устав», под управлением Жана Вьенне (1777—1868), сумел сохранить свою независимость.
Двумя годами позже император вернул ВВФ возможность избирать своего великого мастера. Магнан был переизбран и оставался великим мастером до самой своей смерти в 1865 году (на похоронах почивший был облачен в масонские регалии, парижский архиепископ даровал ему отпущение грехов перед его гробом, за что впоследствии был осуждён Папой Римским). Получив урок из этого авторитарного периода, ВВФ отменил должность великого мастера к концу Второй империи, передав своё управление в руки «председателя совета ордена».
В 1869 году произошёл диспут между Великим востоком Франции и Великой ложей Луизианы в Соединённых штатах Америки, связанный с признанием ложи, которую не признавала ВЛЛ. Это послужило прелюдией к началу раскола континентального масонства.

### Парижская коммуна
В 1870 году Великий восток Франции насчитывал около 18 000 масонов, а ДПШУ — около 6 000. Март 1871 года ознаменовался началом Парижской коммуны, в которую были в значительной степени вовлечены парижские масоны. Тирифок, военный социалист и член ложи «Свободное Обсуждение» Верховного совета Франции потребовал развесить масонские знамёна на укреплениях Парижа и попросил, чтобы они были «отомщены» в том случае, если будут разорваны пулями войск анти-коммуны. Среди вольных каменщиков было множество революционеров, например Жюль Валлес и Элизе Реклю. 29 апреля 1871 года несколько тысяч франкмасонов обоих послушаний собрались под множеством флагов для проведения крупной демонстрации перед лицом версальских войск. Данная демонстрация продолжилась встречей между двумя эмиссарами коммуны (включая Тирифака) и Адольфом Тьером, итогом которой стало падение и разрушение коммуны версальцами. В отличие от парижских лож, провинциальные ложи не поддерживали коммуну, в падении которой великий восток официально отрицал участие парижских лож, и сплотился вокруг Тьера и Третьей французской республики, в которой он впоследствии сыграл ведущую роль.

### 1875—1899

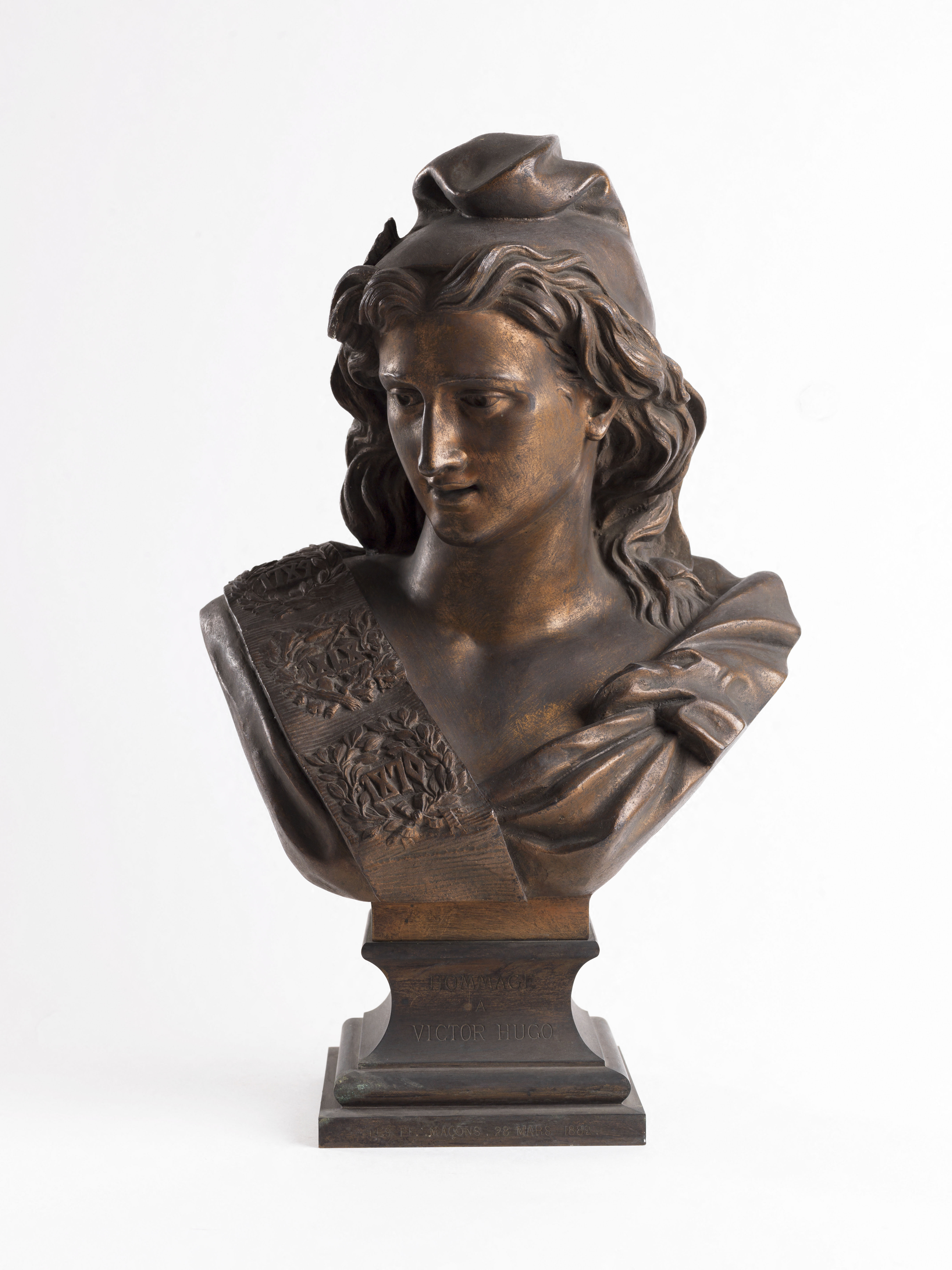
Мариана. Одна из эмблем масонства Франции (1879)

8 июля 1875 Жюль Ферри (будущий министр народного просвещения республики) и Эмиль Литтре (автор словаря, названного его именем) были посвящены в ложу «Милосердная дружба». Французская республика хотела открыть светские школы на всей своей территории, и таким образом вступила в открытый конфликт с Католической церковью, которая отвергала возможность открытия светских школ. Именно в связи с данным положением, в 1877 году Великий восток, поддерживавший в то время должностных лиц республики, принял решение отменить условие о обязательной вере в существование Бога и в бессмертие души для своих членов, а также о работе своих лож «Во Славу Великого Архитектора Вселенной». Теоретически, каждая ложа обладала правом свободы выбора, следовать древней ландмарке франкмасонства или нет, но на практике (в атмосфере, отравленной тридцатью годами открытого конфликта между республикой и давней государственной религией, Католицизмом) все отсылки к религии были постепенно удалены из ритуалов ВВФ.
Решение о принятии в ложу атеистов не получило всеобщего одобрения во Франции, что привело в 1875 году к расколу во французском масонстве. Ложи, требовавшие от своих кандидатов обязательной веры в Бога, отделились от Великого востока Франции и сформировали Великую ложу Франции (уже вторую организацию под таким названием).
Верховный совет Франции не стал упразднять традиционного обязательства, однако великий командор Кремьё в 1876 году вновь ввёл в силу положение о том, что его юрисдикция не должна обязывать к представлениям о «Великом Архитекторе Вселенной в какой-либо определённой форме». Верховный совет также столкнулся с недовольством лож трёх первых степеней, которые приняли решение выйти из-под его патронажа. В конечном итоге это действие позволило им отстоять свою независимость, и они объединились под сенью Великой ложи Франции, основанной Верховным советом в 1894 году для управления первыми тремя градусами масонства Древнего и принятого шотландского устава.
С 1893 по 1901 годы во Франции шло формирование первого смешанного послушания — Le Droit Humain, который также начал работать в Древнем и принятом шотландском уставе.

### С 1900 до наших дней

#### 1900 − 1918
В начале XX века французское франкмасонство столкнулось с «аферой формуляров», постыдной историей, имеющей длительные последствия и оказавшей влияние на политическое состояние своей эпохи. В 1901 году генерал Андре, военный министр и масон, составил анкеты 27 000 офицеров, в которых были перечислены их философские и религиозные воззрения и от которых зависело их продвижение по службе. Формуляры содержали информацию о сотнях масонах со всей страны. В 1904 пресса разоблачила данную аферу в печатных изданиях, что вызвало крупный скандал, закончившийся отставкой генерала Андре.
В 1913 году две ложи («Центр друзей» и «Английская ложа 204») покинули ВВФ и основали «Национальную независимую и регулярную великую ложу», которая была незамедлительно признана ОВЛА. До 1960-х годов она, по большей части, состояла из англичан и американцев, проживающих во Франции. В 1948 она сменила своё название на «Великую национальную ложу Франции», которое носит по сей день.
Несмотря на то, что мирные настроения, воцарившиеся во Франции перед началом Первой мировой войны, проявились и в масонстве, с началом войны по всей стране эти настроения сошли на нет, и в первый кабинет «Священного союза» вошли девять масонов. В январе 1917 года, под сенью Великой ложи Франции, состоялась международная конференция, в которой приняли участие многие великие ложи Европы. На конференции был впервые выражен призыв к создании Лиги Наций, те же цели преследовались и конференцией, состоявшейся в июне того же года в ВВФ, где присутствовали представители от шестнадцати союзнических или нейтрально настроенных послушаний.

#### 1918—1945
После потерь, причиненных Первой мировой войной, франкмасонство возобновило свой рост: численность членов Великого востока Франции возросла с 23 000 в 1919 году до 33 000 в 1930 году, в то время как численность членов Великой ложи Франции в тот же период возросла с 6 300 до 16 000.
В 1922 году конгресс Коммунистического интернационала, по просьбе Зиновьева, запретил членам коммунистической партии быть вольными каменщиками. Большинство социалистически настроенных масонов, выбравших Французскую коммунистическую партию после раскола на конгрессе в Туре, покинули её. Некоторые русские ложи, закрытые большевиками, были восстановлены во Франции русскими эмигрантами — «Астрея» под сенью Великой ложи Франции, «Северная звезда» и «Свободная Россия» в Великом востоке Франции.
В межвоенный период французское масонство заняло главенствующее место в политическом установлении республики и было активно вовлечено в её войны. В особенности оно было затронуто падением республики во время французской кампании в 1940 году. 13 августа 1940 года Режим Виши издал указ, запрещающий любые тайные общества. В октябре-ноябре 1940 года, в Париже, в Малом дворце, состоялась большая антимасонская выставка, названная «Разоблачённое франкмасонство», и которая в дальнейшем была представлена в провинциях и в Берлине. Основной мыслью выставки являлось подтверждение существования заговора против Франции, который привел к падению страны, и который, согласно утверждениям Французского действия, был организован «евреем, протестантом, масоном и иностранцем».
В 1941 году были сформирован комитет по делам тайных обществ. Его возглавил Бернар Фэй, администратор Национальной библиотеки, который занимался классификацией архивов, изъятых у лож, организацией антимасонской пропаганды и составлением списков всех масонов, чтобы осуществлять за ними слежку, а также убрать их с любых публичных должностей. Этот комитет публиковал периодический журнал «Масонские документы», в котором франкмасонство рассматривалось в качестве основной причины поражения Франции. Закон от 1941 также распространил на масонов «постановление о евреях». В 1943 году, в Париже, был снят и вышел в прокат антимасонский фильм под названием Forces occultes.

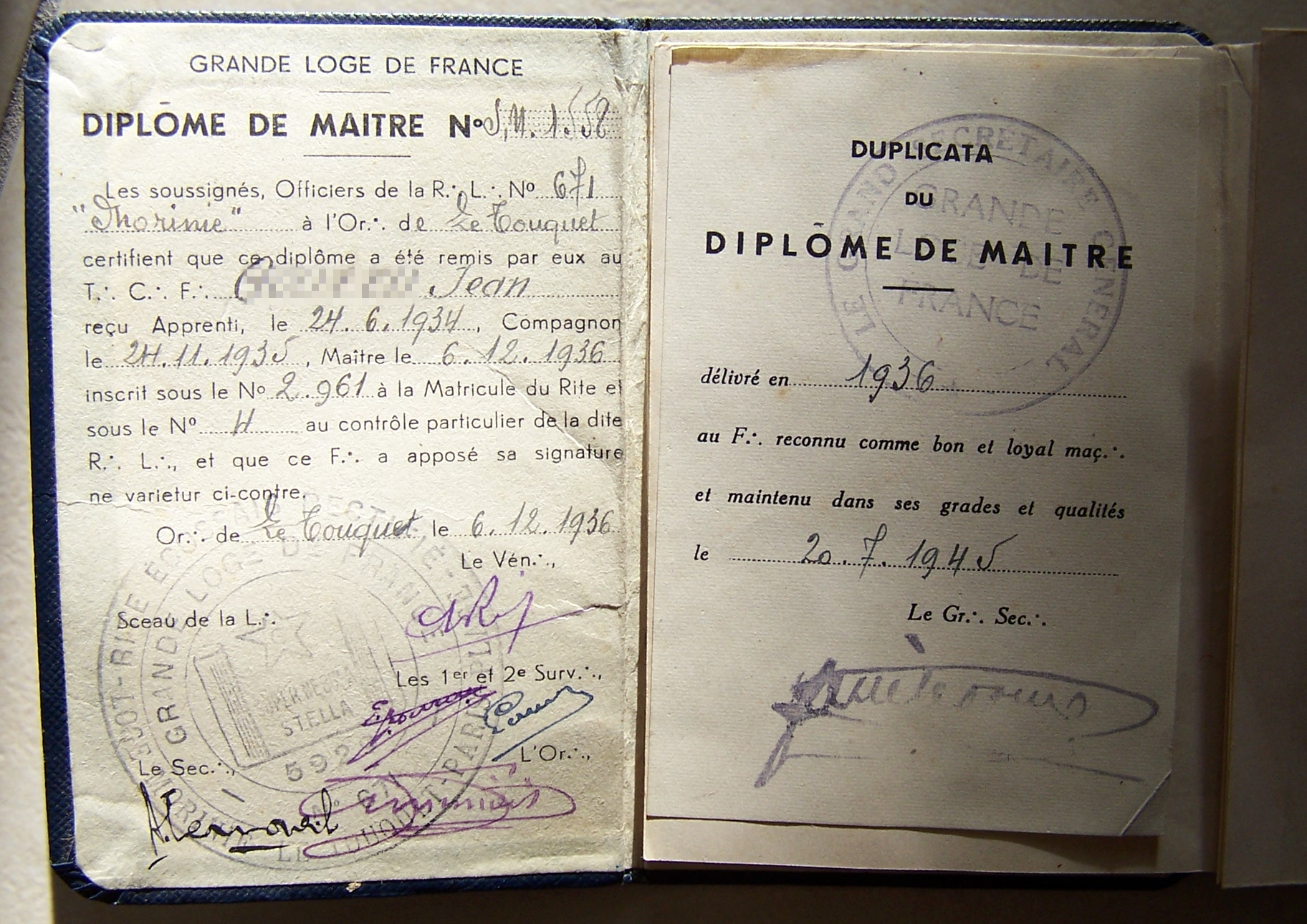
Диплом мастера-масона ВЛФ, 1945 год

Во время Второй мировой войны тысячи французских вольных каменщиков подверглись депортации или были убиты, в большей степени по причине вовлечённости в деятельность французского сопротивления, или же из-за их еврейского происхождения. Масонские храмы были расхищены, а их архивы конфискованы.
Когда по освобождении Франции ложи вновь были возрождены, многие комитеты по чистке зачастую не вмешивались в их деятельность. Тем не менее, общее число активных вольных каменщиков упало на две трети, и у французского масонства ушло двадцать лет на то, чтобы возвратить численность, равную довоенной, и так никогда не возродило своего политического и социального влияния, которым оно обладало во времена Первой империи, в течение революции 1848 года и Третьей республики, предпочтя обратиться к философским размышлениям, и стало по своей природе более духовным. Тогда как до 1940 года масоны выходили на демонстрации и объявляли о собраниях в прессе, теперь они были вынуждены стать более скрытными.
Количество обвинений масонства со стороны коммунистов во Франции значительно снизилось, начиная с 1945 года. Коммунистическая партия отменила положения XXII резолюции, запрещавшей двойное членство в масонстве и коммунистической партии. Это произошло из-за глубокого чувства братства, возникшего между участниками движения Сопротивления: сторонниками принципов Шарля де Голля, коммунистами и франкмасонами, участвовавшими в сопротивлении против общего врага.
Кроме того, в 1945 году масонские адоптивные ложи при Великой ложе Франции сформировали «Женский масонский союз Франции», который в 1952 году стал Великой женской ложей Франции. В 1959 году это послушание отказалось от Адоптивного устава в пользу Древнего и принятого шотландского устава.

#### Послевоенная история
В 1958 году некоторые братья Великой национальной ложи Франции, не согласные с тем, что ею не признаются другие французские послушания отделились и сформировали Великую национальную ложу Франции Опера. В 1982 году она изменила своё название и стала Великой традиционной и символической ложей Опера.
В 1964 году Великая ложа Франции подписала соглашение с Великим востоком Франции, которое вызвало раскол, как внутри неё, так и внутри Верховного совета Франции. Великий командор Шарль Риандэ, вместе с 800 братьями, покинул верховный совет, после чего ими был сформирован другой ВС, под эгидой Великой национальной ложи Франции, известный под названием Верховный совет для Франции.
С начала 1970-х во французском масонстве произошло несколько расколов, которые породили несколько небольших послушаний, а также множество микро-послушаний и независимых лож. И хотя серьёзность некоторых из них является единодушно признанной, причастность к масонской традиции остальных не всегда хорошо обоснована. Некоторые авторы усматривают в данной тенденции отражение индивидуалистического дробления и отказа от учрежденных систем, которые, согласно мнению этих авторов, характеризуют современное французское общество.

#### XXI век
20 февраля 2002 года великие мастера, руководители девяти масонских послушаний провели встречу в Париже для подписания основополагающего текста «Французского масонства», причём это название было зарегистрировано Великим востоком Франции в качестве «бренда». В данном тексте сказано:
[…] Отходя от пристрастных споров, привлеченных к инициатическому пути, который освобождает от совести, масонские послушания Франции совместно утверждают:
- первоначальность гармоничного равновесия на инциатическом пути, то есть осуществление как символической практики, так и гражданского долга перед обществом;
- отказ от всевозможного догматизма и сегрегации
- отказ от всевозможной неприкосновенности и экстремизма
- желание трудиться во имя улучшения условий человеческого существования, а также для совершенствования личностных и общественных свобод
- защиту и содействие абсолютной свободе совести, мысли, выражения и общения
- защиту и содействие светскости, той основополагающей свободе, которая гарантирует остальные
- исследования ведения мирных переговоров, братства и развития

Они приняли решение совместно работать ради усовершенствования человека и общества.
В октябре 2002 года данные послушания создали «Институт масонства Франции» с целью «продвижения культурного образа французского масонства посредством исторического, литературного и художественного наследия и его разнообразия», а также с помощью «нового открытия, углубления и способствования распространению культурной и этической значимости масонства для всей заинтересованной публики». Институт масонства Франции одновременно является культурным и научным масонским фондом, а также исследовательским центром. Каждый год он собирает литературный салон, посвященный книгам на масонскую тематику, где присуждается приз автору, не являющемуся масоном, однако защищающему идеи и ценности, близкие масонству. Однако, в июле 2006 года Великая ложа Франции приняла решение покинуть ассоциацию, сформированную в 2002 году, а Великий восток Франции аннулировал «бренд» «Французское масонство» в INPI (Патентном ведомстве Франции).
Между 2010 и 2011 годами, после различных регламентных и юридических перипетий, Великий восток Франции, бывший до того момента исключительно мужским послушанием, разрешил своим ложам посвящать женщин или аффилировать к себе сестёр, применяя к ним те же правила, которые применяются к мужчинам.

### Группа взаимного признания «Французское масонство»
«Французское масонство» — это ассоциация, которая была основана в июне 2001 года и включает в себя восемь послушаний. Цель организации — проведение мероприятий и учреждение других организаций, связанных с масонством, для его изучения и распространения. Институт масонства Франции (ИМФ) и учреждённый в 2002 году Масонский орден Лафайета — это две организации, учреждённые «Французским масонством». Орден Лафайета предназначен для награждения иностранных масонов, живущих по всему миру, которые являются образом фундаментальных масонских ценностей, разделяемых этим учреждением.
Таблица ниже показывает послушания, состоящие во «Французском масонстве», в порядке их основания:
|                                                 | Дата основания | Количество членов | Количество лож |
| ----------------------------------------------- | -------------- | ----------------- | -------------- |
| Великий восток Франции                          | 1773           | 56 000            | 1350           |
| Французская федерация «Le Droit Humain»         | 1893           | 16 000            | 518            |
| Великая женская ложа Франции                    | 1952           | 14 000            | 400            |
| Великая традиционная и символическая ложа Опера | 1958           | 4500              | 300            |
| Великая женская ложа Мемфис-Мицраим             | 1965           | 1000              | 50             |
| Французская национальная ложа                   | 1968           | 300               | 25             |
| Великая смешанная универсальная ложа            | 1973           | 1100              | 70             |
| Великая смешанная ложа Франции                  | 1982           | 5100              | 230            |

### Регулярное французское масонство
Великая национальная ложа Франции — это единственное французское послушание, признаваемое Объединённой великой ложей Англии, как регулярное. У неё нет никаких отношений с другими французскими послушаниями. Эта великая ложа была создана в 1913 году ложами, покинувшими Великий восток Франции. По состоянию на 2018 год под сенью ВНЛФ работало 800 лож, в которых состояли 29 000 масонов. Это теистическое послушание, оно требует от своих членов трудов во славу Великого архитектора вселенной, определяемого как единого и проявленного Бога. Она не признаёт посвящение женщин.

### Особый случай Великой ложи Франции
Во Франции существует еще одно историческое послушание, Великая ложа Франции, которое отличается от всех остальных, поскольку сохраняет свою независимость по отношению к двум важным полюсам, описанным выше. Это строго мужское послушание, получившее в 1894 году независимость от Верховного совета Франции. В ВЛФ, по состоянию на 2015 год, состоят 34 000 членов. В вопросе Великого архитектора вселенной, ВЛФ всегда придерживалась позиции Лозаннского конвента, но при этом никогда не критиковала ни Великий восток Франции, ни другие либеральные послушания. Она нашла срединный путь духовной и философской работы, который проходит между масонами-теистами англо-саксонского масонства и послушаниями, более сосредоточенными на социальном аспекте своих трудов.
ВЛФ находится в дружеских отношениях с либеральными послушаниями по всему миру. Также она стремится распространяться за пределами Франции, основывая ложи за границей, устанавливая отношения с другими послушаниями в Международной конфедерации объединённых великих лож или общаясь с некоторыми послушаниями Принс Холла в США.

### Недавно основанные послушания
За последние 30 лет во Франции каждый год появлялись и исчезали новые послушания. Особенно этот процесс усилился после кризиса масонских египетских уставов 1998 года. Некоторые из этих послушаний вели своё начало из хорошо известных и задокументированных традиций. Происхождение других не могло быть подтверждено столь же явно, причём некоторые послушания включали в себя лишь несколько десятков членов.

### Независимые или «дикие» ложи
Во все времена, начиная с появления масонства, в нём появлялись и быстро исчезали независимые ложи, иногда называемые «дикими», то есть работающие самостоятельно, не принадлежа ни к какому послушанию. Часто, они учреждались харизматичными личностями, имеющими весьма оригинальный взгляд на масонство. Что касается Франции, можно привести пример лож оккультного или мистического характера, которые были более или менее масонскими и создавались такими личностями, как Папюс или Калиостро. Также, несколько масонских лож работали в дикости во время оккупации. Создание лож, не относящихся ни к одному послушанию, стало происходить все чаще в 1970-х годах и основные масонские послушания не признали масонскими эти группы неустановленного происхождения.

## История русских лож во Франции
Русские ложи активно открывались во Франции. Почти все русские масоны находились в ложах под юрисдикцией Великой ложи Франции.
Этими ложами были:
«Астрея» № 500, «Северное сияние» № 523, «Гермес» № 535, «Золотое руно» № 536, «Юпитер» № 536, «Прометей» № 558, «Гамаюн» № 624, «Лотос» № 638, «Международная дружба».
Общая численность русских масонов в ВЛФ составляла 1571 человек.
В организации дополнительных степеней входили:
- Ложи совершенствования (4-14°): «Друзья любомудрия» № 542[52].
- Капитулы (15-18°): «Астрея» № 495[53].
- Ареопаги (19-30°): «Ordo ab Chao» № 639[54].
- Консистория (32°) : «Россия» № 563[55].
- Русский совет 33 степени[56].

Под юрисдикцией ВВФ находились следующие ложи: «Северная звезда», «Братство», «Братство народов», «Будущее», «Масонский авангард», «Эрнест Ренан», «Реформаторы», «Роза совершенной тишины», «Свободная Россия».
Общая численность русских масонов ВВФ составляла 353 человека.
В Le Droit Humain входили ложи: «Аврора», «Граф де Сен-Жермен», «Любовь» (Брюссель). Общая численность этих лож была 85 братьев и сестёр.
Со временем, число русских масонов сокращалось, за счёт их естественного старения. В период оккупации Франции (во время Второй мировой войны) все масонские ложи были закрыты. После окончания Второй мировой войны многие ложи начали количественно сокращаться, а некоторые впоследствии слились с другими такими же малочисленными ложами или полностью прекратили свои работы. Так, к декабрю 1979 года, руководство ВЛФ приняло решение закрыть все русские ложи.
В 1964 году, в Великой ложе Франции произошёл раскол, в ходе которого 800 масонов перешли в Великую национальную ложу Франции (ВНЛФ). Русскоязычные масоны, вышедшие из ложи «Астрея» № 500, в 1964 году учредили новую ложу «Астрея». В реестре ВНЛФ ей был присвоен № 100.
В 2009 году группа русскоязычных масонов вышли из ложи «Астрея» № 100 и основали ещё одну ложу «Астрея». 19 июня 2010 года, на конвенте Великой ложи Франции ложа «Астрея» вошла в состав Великой ложи Франции и ей был присвоен новый реестровый номер 1441. Ложа «Астрея» № 1441 (ВЛФ) перешла на французский язык в 2012 году, а в ноябре 2014 года была закрыта.